# Pedra do Faraó
Wikiloc por Macaé
Wikiloc por Cachoeiras
A Pedra do Faraó, também conhecida como Pedra da Visão e Pedra do Corcovado, é uma incrível formação rochosa do período proterozóico com uma altitude em torno de 1.790 metros, situada em meio a uma topografia íngreme, bem acidentada e em meio a floresta ombrófila densa montana e alto montana, serve de referência como divisor dos municípios de Nova Friburgo, Silva Jardim e Cachoeiras de Macacu.
Está situada entre três importantes unidades de conservação da natureza, a APA Macacu, APA Macaé de Cima e o Parque Estadual dos Três Picos, situada no limite dos três municípios.
Existem três caminhos de acesso: Através de Cachoeiras de Macacu, passando pelas ruínas da antiga Fazenda Santa Fé, subindo acompanhando o Rio Boa Vista, no qual podem ser encontradas diversas quedas d’água de rara beleza. Por Macaé de Cima seguindo a estrada que acompanha o Rio Macaé, até se chegar a trilha que segue ao topo da Pedra do Faraó. E o outro acesso é por Silva Jardim, subindo uma das microbacias afluente do Rio São João.
Esta formação rochosa, recebe este nome devido a alusão da imagem da cabeça de um Faraó com seus adornos, vista de perfil ao ser observada a distância no sentido a partir da Pedra da Caledônia que divide os municípios de Nova Friburgo e Cachoeiras de Macacu no Rio de Janeiro.
Nas proximidades da Pedra do Faraó encontram-se várias nascentes de água que contribuem para formar os rios São João,  Macaé e Boa Vista, este, afluente do Rio Macacu.